# یوتا آتش‌دان
یوتا آتش‌دان یک ستاره است که در صورت فلکی آتشدان قرار دارد.